# Pla del Vermell
El Pla del Vermell és una plana agrícola del terme municipal de Bigues i Riells, al Vallès Oriental, en terres de Bigues.
Està situat a la part central-occidental del terme, a ponent de Vallroja i el Pla, a migdia del Turó del Rull, a llevant de Can Perera i al nord-est de Can Pruna. Està envoltada per les cases de Vallroja i el Pla, al nord-est, la masia de Can Perera, al sud-oest i la urbanització de Can Pruna, al sud-est.
L'accés és a través d'una pista rural sense asfaltar, però en bon estat, que des de l'extrem nord-oest del nucli urbà de l'actual Bigues porta, en direcció nord, fins a Vallroja i el Pla.
Deu el seu nom a la masia situada en el seu extrem sud-oriental: Can Vermell.